# Glyphodes
Glyphodes är ett släkte av fjärilar. Glyphodes ingår i familjen Crambidae.

## Bildgalleri

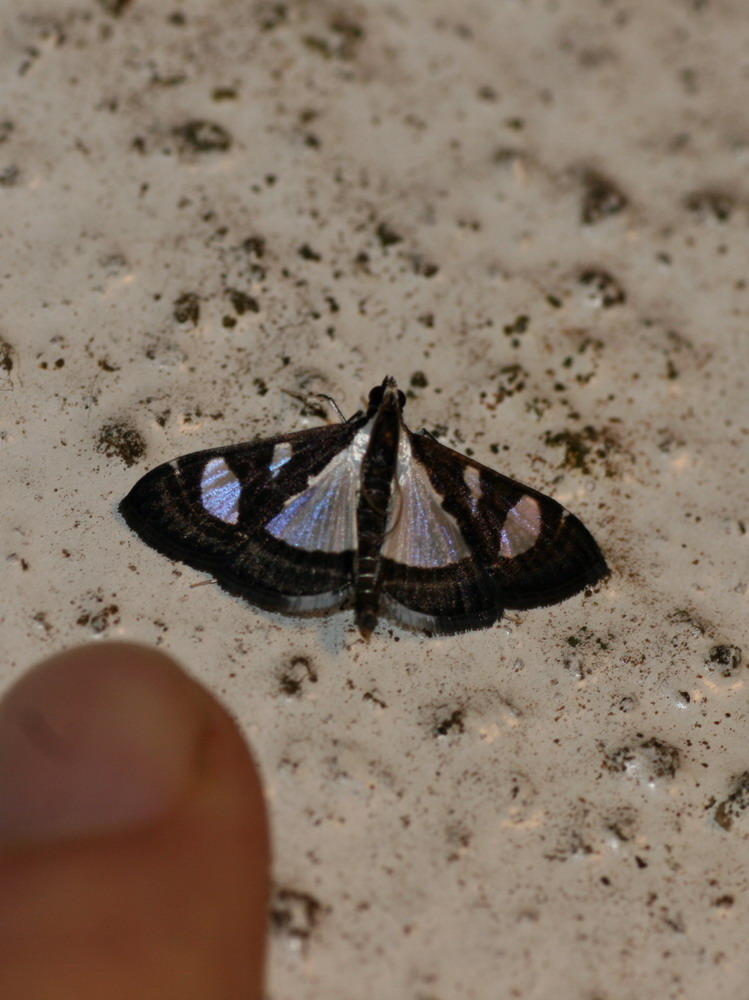

## Dottertaxa tillGlyphodes, i alfabetisk ordning[1]
- Glyphodes actorionalis
- Glyphodes aegialis
- Glyphodes agathalis
- Glyphodes alboscsapulalis
- Glyphodes alitalis
- Glyphodes amicalis
- Glyphodes amphipeda
- Glyphodes analagoalis
- Glyphodes aniferalis
- Glyphodes anomala
- Glyphodes apiospila
- Glyphodes argyraspides
- Glyphodes assimilis
- Glyphodes aurantivittalis
- Glyphodes badialis
- Glyphodes bakerialis
- Glyphodes basifascialis
- Glyphodes batesi
- Glyphodes berlandi
- Glyphodes bicolor
- Glyphodes bicoloralis
- Glyphodes bilunalis
- Glyphodes bipindalis
- Glyphodes bipunctalis
- Glyphodes bitriangulalis
- Glyphodes bivitralis
- Glyphodes bocchorialis
- Glyphodes borbonensis
- Glyphodes boseae
- Glyphodes bradleyi
- Glyphodes cadeti
- Glyphodes caesalis
- Glyphodes callizona
- Glyphodes canthusalis
- Glyphodes chilka
- Glyphodes cleonadalis
- Glyphodes conclusalis
- Glyphodes confiniodes
- Glyphodes confinis
- Glyphodes conjunctalis
- Glyphodes consocialis
- Glyphodes cosmarcha
- Glyphodes crameralis
- Glyphodes crithealis
- Glyphodes cyanomichla
- Glyphodes cymocraspeda
- Glyphodes delicatalis
- Glyphodes desmialis
- Glyphodes difficilalis
- Glyphodes diplocyma
- Glyphodes diurnalis
- Glyphodes doleschalii
- Glyphodes duplicalis
- Glyphodes duponti
- Glyphodes dysallactalis
- Glyphodes ectargyralis
- Glyphodes ephypnias
- Glyphodes ernalis
- Glyphodes eudoxia
- Glyphodes eurygania
- Glyphodes expansialis
- Glyphodes extorris
- Glyphodes fenestrata
- Glyphodes flavizonalis
- Glyphodes formosana
- Glyphodes gaujonialis
- Glyphodes grandisalis
- Glyphodes heliconialis
- Glyphodes horaria
- Glyphodes inclusalis
- Glyphodes incomposita
- Glyphodes jovialis
- Glyphodes kunupialis
- Glyphodes lachesis
- Glyphodes lativittata
- Glyphodes ledereri
- Glyphodes lineata
- Glyphodes loloalis
- Glyphodes lora
- Glyphodes luciferalis
- Glyphodes lupinalis
- Glyphodes malgassalis
- Glyphodes margaritaria
- Glyphodes mayottalis
- Glyphodes meridialis
- Glyphodes metastictalis
- Glyphodes microta
- Glyphodes mijamo
- Glyphodes militaris
- Glyphodes minimalis
- Glyphodes minoralis
- Glyphodes multilinealis
- Glyphodes nigribasalis
- Glyphodes nitidaria
- Glyphodes obscura
- Glyphodes ochripictalis
- Glyphodes orbiferalis
- Glyphodes oriolalis
- Glyphodes pandectalis
- Glyphodes parallelalis
- Glyphodes paramicalis
- Glyphodes parvalis
- Glyphodes parvipunctalis
- Glyphodes paucilinealis
- Glyphodes pentaphragma
- Glyphodes perfecta
- Glyphodes perspicillalis
- Glyphodes perspicualis
- Glyphodes phormingopa
- Glyphodes phytonalis
- Glyphodes polybapta
- Glyphodes polystrigalis
- Glyphodes principalis
- Glyphodes prothymalis
- Glyphodes proximalis
- Glyphodes pryeri
- Glyphodes psammocyma
- Glyphodes pseudocaesalis
- Glyphodes pulverulentalis
- Glyphodes pyloalis
- Glyphodes quadrifascialis
- Glyphodes quadrimaculalis
- Glyphodes rennellensis
- Glyphodes rhombalis
- Glyphodes rioalis
- Glyphodes royalis
- Glyphodes scheffleri
- Glyphodes serenalis
- Glyphodes shafferorum
- Glyphodes sibillalis
- Glyphodes silvicolalis
- Glyphodes spectandalis
- Glyphodes speculifera
- Glyphodes stolalis
- Glyphodes streptostigma
- Glyphodes strialis
- Glyphodes subamicalis
- Glyphodes subcrameralis
- Glyphodes subflavalis
- Glyphodes substolalis
- Glyphodes sycina
- Glyphodes sylpharis
- Glyphodes tienmushana
- Glyphodes togoalis
- Glyphodes tolimalis
- Glyphodes toulgoetalis
- Glyphodes tumidalis
- Glyphodes umbria
- Glyphodes uranoptris
- Glyphodes viettealis
- Glyphodes violalis
- Glyphodes xanthomelas
- Glyphodes xanthonota
- Glyphodes xanthostola
- Glyphodes zelleri
- Glyphodes zenkeralis